# Ed Solo
Ed Solo (bürgerlich Eddie Bickley) ist ein britischer DJ und Musikproduzent.

## Karriere
Bickley verwendet neben Ed Solo u. a. auch die Künstlernamen Ed Hicks und Red Polo. Seine erste Veröffentlichung datiert von 1996: Zusammen mit Dave Stone veröffentlichte er als Click and Cycle, The Danger und 125th Street unter dem Label Emotif Recordings. Die Produktionen sind dem Genre Jungle bzw. Drum and Bass zuzuordnen, wie auch die meisten der Folgejahre. Mit seinen ersten „Solo“-Veröffentlichungen legte er sich den Namen Ed Solo zu. Ed Solo und Click and Cycle sind bestimmten Funktionen des Programms Cubase entnommen.
Zusammen mit dem australischen Künstler Skool of Thought produzierte er das Nu-Skool-Breaks-Album Random Acts of Kindness, das 2007 veröffentlicht wurde. Unter seinem Label Sludge veröffentlichte Ed Solo von 2008 bis 2010 mehrere 12"-Vinyls mit JFB (Jean-Marc Preisler). Eine bekannte Produktion aus dieser Zeit ist ein Dubstep-Remix des Techno-Songs The Age of Love (Titel: Age of Dub).
Bereits vor 2005 wurde DJ Deekline (alias Nick Annand) auf Ed Solo aufmerksam. Sie begannen eine Zusammenarbeit und veröffentlichen seit 2005 jährlich Singles und EPs, darunter Remixes wie z. B. von Manu Chao, Adele und Rihanna sowie neue Produktionen. Die Tracks (hauptsächlich Drum and Bass/Jungle (mit Reggae-Einflüssen) und Breakbeat (Nu-Skool Breaks)) erscheinen unter ihrem eigenen Label Hot Cakes.